# NGC 1451
NGC 1451 é uma galáxia elíptica (E-S0) localizada na direcção da constelação de Eridanus. Possui uma declinação de -04° 04' 09" e uma ascensão recta de 3 horas, 46 minutos e 07,1 segundos.
A galáxia NGC 1451 foi descoberta em 9 de Outubro de 1864 por Heinrich Louis d'Arrest.